# These New Puritans
These New Puritans es una banda británica de art rock del área Southend-on-Sea. El grupo está formado por Jack Barnett (letrista, productor, vocalista, multinstrumentista), su hermano gemelo George Barnett (percusión), Thomas Hein (bajo, efectos, percusión), y Sophie Sleigh-Johnson (teclados, sampler). Han grabado tres álbumes, Beat Pyramid, lanzado en 2008,  Hidden, lanzado en 2010 y "Field Of Reeds", lanzado en 2013.

## Discografía

### Álbumes
- Beat Pyramid (2008) #188 UK
- Hidden (2010) #100 UK; #10 UK Indie
- Field Of Reeds (2013)[1]
- Inside The Rose (2019)[2]

### Sencillos/EP
- "Now Pluvial" (30 de octubre de 2006) – 7"[3]
- "Navigate, Navigate" (21 de mayo de 2007) – 12".[4]
- "Numbers"/"Colours" (5 de noviembre de 2007) – 7"[5]
- "Elvis" (21 de enero de 2008) – 7"/CD[6]
- "Swords of Truth" (5 de mayo de 2008) – 7"/12"/digital download[7]
- "We Want War" (11 de enero de 2010) – 10"
- "Attack Music" (12 de abril de 2010) – TBA

### Compilaciones
These New Puritans han contribuido con algún corte a las siguientes compilaciones:
- "Chamber" – Digital Penetration (septiembre de 2006)
- "I Want to Be Tracey Emin" – Future Love Songs (diciembre de 2006)
- "Elvis" (demo) – Dance Floor Distortion (diciembre de 2006)
- "Colours" – 2000 Trees: Cider Smiles Vol. 1 (junio de 2008)